# セントルシア議会
セントルシア議会（セントルシアぎかい、英語: Parliament of Saint Lucia）は、セントルシアの立法府である。

## 概要
上院に相当する元老院と下院に相当する代議院の両院で構成する。